# 路易斯·賽維里諾
路易斯·賽維里諾（Luis Severino，1994年2月20日—）是一個多明尼加職業棒球投手，目前效力於運動家，先前曾效力於洋基和大都會兩隊。於2015年初登板。

## 職業生涯

### 紐約洋基

#### 2015年：初試啼聲
8月4日，賽維里諾完成他在大聯盟的先發處女秀。面對世仇波士頓紅襪，主投5局僅被敲出2支安打，包括「老爹」大衛·歐提茲4局上的全壘打，失掉2分有1分責失，飆出7次三振，最快球速逼近98英哩（約157公里），但洋基最終以1：2落敗，賽維里諾苦吞敗投。
該季洋基還在重建，賽維里諾也沒有後顧之憂，投出5W3L，ERA2.89的不俗成績。

#### 2016年：歡迎來到大聯盟
但是，隔年賽維里諾似乎遇到撞牆期：先發11場不但1勝難求，還苦吞8敗，更一度被踢進牛棚裡。洋基投手教練Larry Rothschild曾點出，賽維里諾很有潛力，但速球的控球不佳，對變速球的信心也不足，滑球軌跡太平又容易投高，所以被打得灰頭土臉。

#### 2017年：名宿指點，突飛猛進
雖然是極具潛力的超新星，豪門如洋基不可能等待他太久。總管Brian Cashman要求塞維里諾必須在春訓卡進大聯盟先發，不然就得從3A出發，連從牛棚出發的後路都截斷。然而，即便眼前龐大壓力來襲，塞維里諾卻欣然接受。
為了證明總管沒看錯人，賽維里諾在休賽季尋求同為多明尼加人，卻是紅襪名宿的佩卓·馬丁尼茲協助。有了名師加持，賽維里諾終於將他的天賦兌現，他投出14W6L，2.98ERA，賽揚獎等級的優秀成績，也讓喬·吉拉迪決定讓他主投與明尼蘇達雙城的殊死戰。
不過很可惜，第1次體驗到季後賽的他過度緊張，僅投0.1局就失3分退場，好在牛棚合力吃完7.2局，加上打線爆發而逆轉取勝；ALDS面對克里夫蘭印地安人，賽維里諾終於不再緊張，投出優質先發，加上對手頻頻失誤，帶領洋基將系列賽扳平，之後更逆轉晉級；面對休士頓太空人2度與賈斯丁·韋蘭德對壘，賽維里諾在G2一度有與韋大人分庭抗禮之勢，但G6他和洋基牛棚都無法抵禦太空人暴力打線的復甦，最終在G7以0：4結束球季。

#### 2018年：持續突破，成為王牌
5月3日，洋基客場面對太空人，賽維里諾完封9局共用110球，只被打5支安打，狂飆10次三振，帶領洋基以4：0獲勝，這也是賽維里諾生涯第一場完封勝。

#### 2020年:整季報銷
2月25日，本季志在奪冠的洋基隊遭逢一大打擊，由總管Brian Cashman宣佈，陣中王牌之一的賽維里諾(Luis Severino)將因為手肘UCL部分撕裂傷，接受Tommy John手術，預計缺席整個2020賽季。

## 投球特點
Severino採四分之三(斜肩投球)的姿勢投球，持有的3種實戰球路為平均約97mph的四縫線速球與主力變化球滑球，再加上變速球。2017年測得最快球速101mph。

## 個人生活
賽佛里諾來自多明尼加共和國阿托馬約省的薩瓦納德拉馬爾，從小就是洋基球迷，特別是同為多明尼加人的羅賓森·坎諾。不過巧合的是，他同時也是Pedro Martinez的粉絲，所以賽維里諾自爆小時候常期待神右壓制洋基打線，但洋基在他退場後逆轉。
女兒Abigail於2015年7月出生。

## 外部連結
- 球員資訊和成績在MLB ，ESPN ，Retrosheet ，Baseball Reference ，Baseball Reference (Minors) ，Fangraphs ，The Baseball Cube （英文）